# 石田昌也
石田 昌也（いしだ まさや、1956年 - ）は、宝塚歌劇団に所属する演出家で同劇団の理事。兵庫県宝塚市出身。

## 来歴・人物
1979年、玉川大学文学部卒業後に宝塚歌劇団に演出助手として入団。1986年に雪組バウホール公演『恋のチェッカー・フラッグ』で演出家デビュー。1991年に月組『ブレイク・ザ・ボーダー』で初の大劇場公演を担当する。
1993年には雪組で当時のトップスター、一路真輝のお披露目公演となる『TAKE OFF!』の演出を担当。その後も『ザッツ・レビュー!』など、着実に上演作品を重ね、芝居とレビューの両方の演目を演出を手掛けられる存在として活動している。

## 宝塚歌劇団での舞台作品

### 大劇場（ショー・レビュー）
- ショー『ブレイク・ザ・ボーダー!』（1991年 月組 主演：涼風真世）＊大劇場デビュー作
- ショー『TAKE OFF』（1993年 雪組 主演：一路真輝）
- ショー『ハイパー・ステージ!』（1994年 花組 主演：安寿ミラ）
- ショー『ジュビレーション!』（1995年 - 1996年 星組 主演：麻路さき）[4]
- ショー『スナイパー』（1998年 花組 主演：真矢みき）
- グランド・ショー『ミレニアム・チャレンジャー!』（2000年 宙組 主演：和央ようか）[5]
- ショー『ワンダーランド』（2005年 雪組 主演：朝海ひかる）[6]
- 舞踊パフォーマンス『風の錦絵』（2009年 雪組 主演：水夏希）
- グランド・ショー『ファンキー・サンシャイン』（2010年 宙組 主演：大空祐飛）

### 大劇場（芝居）
- 幕末ロマン『誠の群像』（1997年 星組 主演：麻路さき）
- ミュージカル・プレイ『再会』（1999年 雪組 主演：轟悠）[7]
- 宝塚幕末ロマン『猛き黄金の国』（2001年 雪組 主演：轟悠）
- ミュージカル・ロマン『長い春の果てに』（2002年 月組 主演：紫吹淳）[8]
- 宝塚グランド・ロマン『傭兵ピエール』（2003年 宙組 主演：和央ようか）
- ミュージカル・プレイ『青い鳥を捜して』（2004年 - 2005年 雪組 主演：轟悠、朝海ひかる）
- 幕末青春グラフィティー『維新回天・竜馬伝! -硬派・坂本竜馬III-』（2006年 - 2007年 宙組 主演：貴城けい）
- ミュージカル・プレイ『黎明の風』－侍ジェントルマン 白洲次郎の挑戦－（2008年 宙組 主演：轟悠、大和悠河）
- ミュージカル『愛と青春の旅だち』（2010年 星組 主演：柚希礼音）
- 宝塚グランドロマン『美しき生涯 -石田三成 永遠の愛と義-』（2011年 宙組 主演：大空祐飛）＊演出のみ、脚本は大石静
- ミュージカル・プレイ『復活 －恋が終わり、愛が残った－』（2012年 花組 主演：蘭寿とむ）
- ミュージカル・プレイ『モンテ・クリスト伯』（2013年 宙組 主演：凰稀かなめ）
- プチ・ミュージカル・プレイ『明日への指針 -センチュリー号の航海日誌-』（2014年 月組 主演：龍真咲）[9]
- ミュージカル『カリスタの海に抱かれて』（2015年 花組 主演：明日海りお）＊演出のみ、脚本は大石静
- ミュージカル・プレイ『カンパニー -努力、情熱、そして仲間たち-』（2018年 月組 主演：珠城りょう）
- 幕末ロマン『壬生義士伝』（2019年 雪組 主演：望海風斗）
- 大江戸スクランブル『夢介千両みやげ』（2022年 雪組 主演：彩風咲奈）
- 政界コメディ『記憶にございません！』－トップ・シークレット－（2024年 星組 主演：礼真琴）*潤色・上演台本・演出[10]

### その他劇場
- バウ・ミュージカル『恋のチェッカー・フラッグ』（1986年 雪組 宝塚バウホール 主演：一路真輝）＊演出家デビュー作
- バウ・ミュージカル『青春の旋風』－リトル・ヒーロー三四郎－（1987年 月組 宝塚バウホール 主演：若央りさ）
- 幕末青春グラフィティ『硬派・坂本竜馬!』（1989年 花組 宝塚バウホール 主演：真矢みき）
- バウ・ミュージカル『太陽に背を向けて』（1990年 星組 宝塚バウホール 主演：麻路さき）
- バウ・オムニバスショー『カウントダウン!』（1991年・1992年 月組 宝塚バウホール・日本青年館、愛知文化講堂 主演：涼風真世）
- バウ・マジカル・ミステリー『恋人たちの神話』（1992年 雪組 宝塚バウホール 主演：轟悠）
- ミュージカル・パフォーマンス『ライト、シャドウ』（1993年 星組 シアタードラマシティ 主演：麻路さき / 1994年 雪組 シアタードラマシティ 主演：高嶺ふぶき）
- バウ・バラエティ『ライド・オン』（1994年 花組、雪組 宝塚バウホール 主演：紫吹淳、香寿たつき）
- バウ・ロマン『殉情』（1995年 星組 宝塚バウホール、日本青年館 主演：絵麻緒ゆう）
- バウ・プレイ『銀ちゃんの恋』（1996年 月組 宝塚バウホール、日本青年館 主演：久世星佳）
- 『RYOMA -硬派・坂本竜馬!II-』（1996年 - 1997年 花組 シアタードラマシティ 主演：真矢みき）
- 『殉情』（2002年 雪組 シアタードラマシティ、赤坂ACTシアター 主演：絵麻緒ゆう）
- バウ・なにわ人情ミュージカル『大坂侍』－けったいな人々－（2007年 月組 宝塚バウホール、日本青年館 主演：霧矢大夢）
- バウ・ワークショップ『殉情』（2008年 宙組 宝塚バウホール 主演：早霧せいな・蓮水ゆうや）
- 『銀ちゃんの恋』（2008年 花組 シアタードラマシティ、日本青年館 / 2010年 宙組 全国ツアー 主演：大空祐飛）
- バウ・プレイ『フィフティ・フィフティ』（2009年 花組 宝塚バウホール 主演：華形ひかる、真野すがた）
- ミュージカル・プレイ『再会』（2009年 星組 全国ツアー 主演：柚希礼音）
- 『相棒』（2009年 - 2010年 花組 シアタードラマシティ、日本青年館 主演：真飛聖）
- バウ・コメディ『おかしな二人』（2011年・2012年 専科 宝塚バウホール・日本青年館 主演：轟悠）
- ミュージカル・ロマン『長い春の果てに』（2012年 花組 全国ツアー 主演：蘭寿とむ）
- バウ・ミュージカル・プレイ『双曲線上のカルテ』（2012年 雪組 宝塚バウホール、日本青年館 主演：早霧せいな）
- バウ・コメディ『第二章』－CHAPTER TWO by Neil Simon－（2013年・2014年 専科 宝塚バウホール・日本青年館 主演：轟悠）
- ミュージカル・プレイ『ヴァンパイア・サクセション』（2016年 宙組 シアタードラマシティ、KAAT神奈川芸術劇場 主演：真風涼帆）
- ミュージカル『アーサー王伝説』（2016年 月組 文京シビックホール、シアタードラマシティ 主演：珠城りょう）＊潤色・演出
- 幕末ロマン『誠の群像』（2018年 雪組 全国ツアー 主演：望海風斗）
- バウ・コメディ『パパ・アイ・ラブ・ユー』（2019年 専科 宝塚バウホール 主演：轟悠）＊大野拓史との共同演出
- フレンチ・ミュージカル『ロックオペラ モーツァルト』（2019年 星組 梅田芸術劇場メインホール、東京建物 Brillia HALL 主演：礼真琴）＊潤色・演出
- バウ・プレイ『幽霊刑事（デカ）～サヨナラする、その前に～』（2021年 月組 宝塚バウホール 主演：珠城りょう）
- プレイ『銀ちゃんの恋』（2021年 花組 KAAT神奈川芸術劇場、シアタードラマシティ 主演：水美舞斗）
- ミュージカル・プレイ『モンテ・クリスト伯』（2022年 星組 全国ツアー 主演：礼真琴）[11]
- バウ・ワークショップ『殉情』－谷崎潤一郎作「春琴抄」より－（2022年 花組 宝塚バウホール 主演：帆純まひろ・一之瀬航季）＊監修・脚本
- ミュージカル・プレイ『双曲線上のカルテ』～渡辺淳一作「無影燈」より～（2023年 雪組 シアタードラマシティ、日本青年館 主演：和希そら）[12]＊監修・脚本・予定

### コンサート
- 真矢みきスーパーリサイタル・イン・日本武道館『MIKI in BUDOKAN』（1998年 花組 日本武道館）
- 絵麻緒ゆうライブコンサート『YU EMAO LIVE IN BLITZ』（2002年 雪組 赤坂BLITZ）
- 柚希礼音スーパーリサイタル『REON in BUDOKAN 〜LEGEND〜』（2014年 星組 日本武道館）＊トータルプロデュースはSAM（TRF）[13]
- バウ・Song & Dance Entertainment『ハッスルメイツ！！』（2018年 宙組 宝塚バウホール 主演：和希そら）
- 真風涼帆リサイタル『MAKAZE IZM』（2023年 宙組 東京国際フォーラムホールC）[14]

### 演出のみ
- ミュージカル・ショー『コート・ダジュール』（1993年 - 1994年 宝塚大劇場、東京宝塚劇場 雪組 主演：一路真輝）
- 宝塚グランドロマン『ザッツ・レビュー』（1997年 花組 宝塚大劇場、東京宝塚劇場 主演：真矢みき）[15]＊脚本は植田紳爾
- 宝塚ミュージカルロマン『皇帝』（1998年 星組 宝塚大劇場、TAKARAZUKA1000days劇場 主演：麻路さき）＊脚本は植田紳爾

### ディナーショー
- 大浦みずきディナーショー『Heart to Heart』（1991年）[16]
- 一路真輝ディナーショー『セプテンバー・ナイト』（1993年）
- 高嶺ふぶきディナーショー『バレンタイン・キッス』（1994年）
- 一路真輝ディナーショー『Love Songs』（1995年 - 1996年 ホテル阪急インターナショナル、パレスホテル）
- 真矢みきディナーショー『nice GUY！』（1996年 ホテル阪急インターナショナル、ホテルナゴヤキャッスル、パレスホテル）
- 真琴つばさディナーショー『加夢音〜Come on〜』（1997年 ホテル阪急インターナショナル、パレスホテル）
- 麻路さきディナーショー『ワールド・タイム』（1998年 宝塚ホテル、パレスホテル、ホテルナゴヤキャッスル）
- 『99宝塚パリ祭』（1999年 花組：ホテル阪急インターナショナル 出演：匠ひびき 他）
- 香寿たつきディナーショー『Montage』（2000年 ホテル阪急インターナショナル、パレスホテル）
- 『宝塚巴里祭2001』（2001年 星組 ホテル阪急インターナショナル 出演：安蘭けい 他）
- 楓沙樹ディナーショー『MIRROR』（2002年 宝塚ホテル、ホテルグランドパレス）
- 汐風幸ディナーショー『One-derful』（2002年 宝塚ホテル、ホテルグランドパレス）
- 大空祐飛ディナーショー『Spark !!』（2003年 宝塚ホテル、第一ホテル東京）
- 霧矢大夢ディナーショー『Sweet and Chic』（2004年 宝塚ホテル、第一ホテル東京）
- 檀れいミュージック・サロン『DAN-ke schon! －ダンケ・シェーン－』（2005年 宝塚ホテル、パレスホテル）
- 大空祐飛ディナーショー『Spark II』（2005年 宝塚ホテル、第一ホテル東京）
- 貴城けいディナーショー『NEXT DOOR』（2006年 パレスホテル、宝塚ホテル）
- 『宝塚巴里祭2007』（2007年 星組 ホテル阪急インターナショナル 出演：柚希礼音 他）
- 『宝塚巴里祭2016』（2016年 星組 パレスホテル東京、ホテル阪急インターナショナル 出演：紅ゆずる 他）
- 『宝塚巴里祭2017』（2017年 宙組 ホテル阪急インターナショナル、パレスホテル東京 出演：真風涼帆 他）

### イベントの構成・演出
- ’95TCAスペシャル『マニフィーク・タカラヅカ』（1995年 宝塚大劇場）＊共同演出
- ’97TCAスペシャル『ザ・祭典～四組 夢の競宴～』（1997年 宝塚大劇場）＊共同演出
- 歌劇「花の道より」300回記念『タカラヅカ・フォーエバー』（1997年 宝塚大劇場）＊共同演出
- 『アデュー・東京宝塚劇場 －宝塚 我が心のふるさと－』（1997年 東京宝塚劇場）＊共同演出
- ’99TCAスペシャル『ハロー！ワンダフル・タイム』（1999年 宝塚大劇場）＊共同演出
- TCAスペシャル2000 白井鐵造生誕100年記念『KING OF REVUE』（2000年 宝塚大劇場）＊共同演出
- 『アデュー・TAKARAZUKA1000days劇場』（2000年 TAKARAZUKA1000days劇場）
- TCAスペシャル2002『DREAM』（2002年 東京宝塚劇場）
- TCAスペシャル2004『タカラヅカ90－100年への道－』（2004年 宝塚大劇場）＊共同演出
- 歌劇「花の道より」400回記念『花の道 夢の道 永遠（とわ）の道』（2005年 宝塚大劇場）＊共同演出
- TCAスペシャル2007『アロー！レビュー！－「モン・パリ」80周年記念－』（2007年 宝塚大劇場、東京宝塚劇場）＊共同演出
- 『タカラヅカスペシャル2008 ～La Festa！～』（2008年 梅田芸術劇場メインホール）＊共同演出
- 『タカラヅカスペシャル2012「ザ・スターズ」～プレ・プレ・センテニアル～』（2012年 宝塚大劇場）＊共同演出
- 宝塚歌劇100周年 夢の祭典『時を奏でるスミレの花たち』（2014年 宝塚大劇場）＊共同演出
- 宝塚歌劇100周年フィナーレイベント『タカラヅカスペシャル2014 －Thank you for 100 years－』（2014年 宝塚大劇場）＊監修・共同演出
- 『タカラヅカスペシャル2015 －New Century，Next Dream－』（2015年 梅田芸術劇場メインホール）＊監修・共同演出
- 『タカラヅカスペシャル2016 ～Music Succession to Next～』（2016年 梅田芸術劇場メインホール）＊監修・共同演出
- 『タカラヅカスペシャル2017 ジュテーム・レビュー －モン・パリ誕生90周年－』（2017年 梅田芸術劇場メインホール）＊監修
- 『タカラヅカスペシャル2018 Say! Hey! Show Up!!』（2018年 梅田芸術劇場メインホール）＊監修
- 宝塚歌劇105th Anniversary『タカラヅカスペシャル2019 －Beautiful Harmony－』（2019年 梅田芸術劇場メインホール）＊監修

## 宝塚歌劇団以外の主な作品

### 舞台
- 52デイズ 〜愚陀佛庵、二人の文豪〜（2017年、坊っちゃん劇場）＊脚本・演出 [2]